# Gernikako Arbola

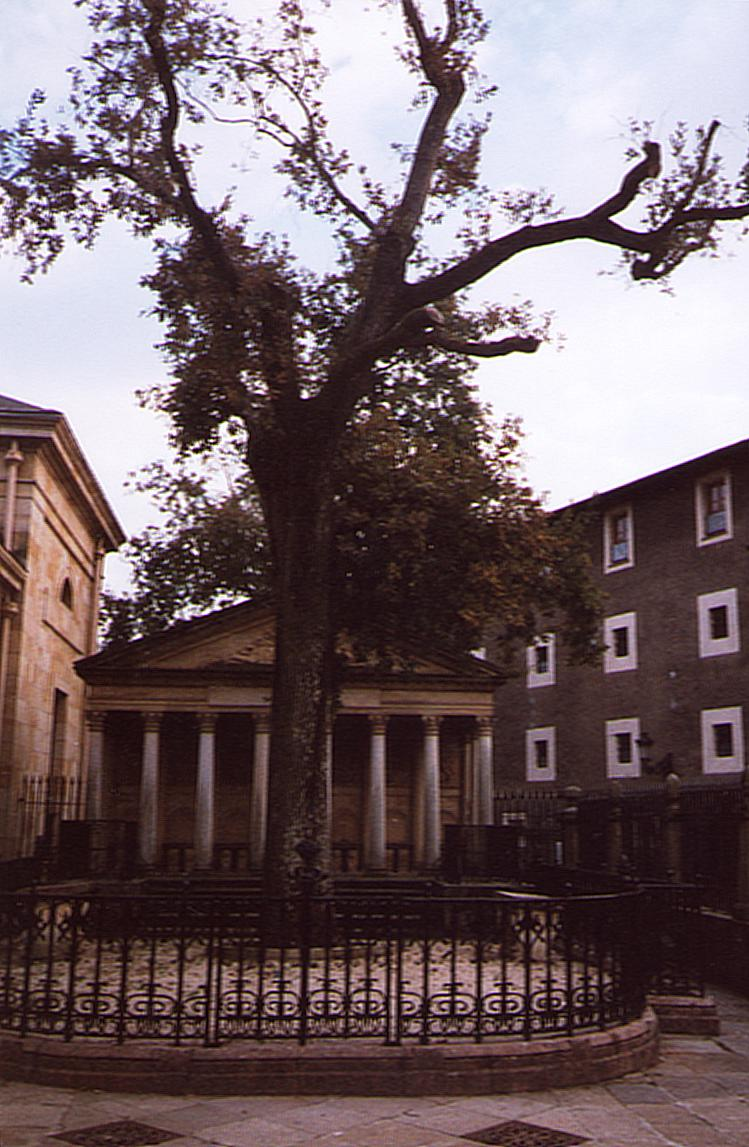
Dritte Eiche von Gernika (1997)

Gernikako Arbola (baskisch für „Baum von Gernika“) ist eine Eiche in der baskischen Stadt Gernika, die in der Geschichte der Basken ein Freiheitssymbol darstellt sowohl für die Provinz Bizkaia als auch für das Baskenland insgesamt.
Seit dem Spätmittelalter galten in Bizkaia und anderen baskischen Provinzen schriftlich fixierte gewohnheitsrechtliche Regelungen: die Fueros. Unter dem Baum von Gernika schworen erst die Könige selbst, später ihre Stellvertreter im Beisein der baskischen Volksvertreter den Eid, die in den Fueros festgehaltenen Sonderrechte zu achten und zu bewahren. Seit Bestehen der Autonomen Gemeinschaft Baskenland leistet der Lehendakari (Ministerpräsident) hier seinen Amtseid. Beratung und Beschlussfassung finden jedoch schon lange nicht mehr im Freien, sondern in einem benachbarten Gebäude statt: Das Gegenwärtige stammt aus dem Jahre 1833.

## Verschiedene Exemplare im Lauf der Zeit
Der Baum von Gernika wurde mehrmals neu gesetzt:
- Der ursprüngliche Baum wurde im 14. Jahrhundert gepflanzt und überdauerte 450 Jahre.
- Der „Alte Baum“ (1742–1892) wurde neu gesetzt im Jahre 1811. Der Stamm befindet sich nun in einem kleinen Tempel in dem benachbarten Garten.
- Der dritte Baum in der Erbfolge (1858–2004) wurde im Jahr 1860 neu gesetzt, überstand den Luftangriff auf Gernika im Jahre 1937, starb jedoch an Pilzbefall. Die Gärtner der Verwaltung von Bizkaia haben mehrere aus den Eicheln des Baumes gezüchtete Baumexemplare zum Neusetzen.
- Der vierte Baum (1986–2015) wurde auf den Platz seines Vorgängers am 25. Februar 2005 gesetzt.
- Der fünfte Baum wurde im Alter von 14 Jahren im März 2015 gesetzt.

Die Bedeutung des Baumes wird durch einen Zwischenfall beschrieben, der sich kurz nach der Bombardierung Gernikas ereignete. Als die Franco-Truppen die Stadt einnahmen, bildeten Freiwillige aus Bizkaia bewaffnete Wachen um den Baum herum, um ihn gegen die Falangisten zu beschützen, die dieses Symbol des Baskischen Nationalismus fällen wollten.
Das Logo der sozialdemokratischen Partei Eusko Alkartasuna (Baskische Solidarität), das frühere Logo der Organisation junger Nationalisten sowie die Jugendorganisation Jarrai verwenden ein Eichenblatt. Der Baum von Gernika ist auf dem Wappen von Bizkaia abgebildet.
Die baskischen Behörden verschenken Ableger der Eiche als Zeichen der Freundschaft und Verbundenheit an baskische Gruppen, die ihre Heimat verlassen und sich in anderen Teilen der Welt niedergelassen haben, sowie an Partnerstädte.
Gernikako Arbola ist auch der Titel eines Liedes. Es ist die inoffizielle Hymne der Basken neben der offiziellen Nationalhymne, der Eusko Abendaren Ereserkia.

## Liedtext
BAUM VON GERNIKA
Gesegnet ist der Baum von Gernika,

geliebt von allen Basken.

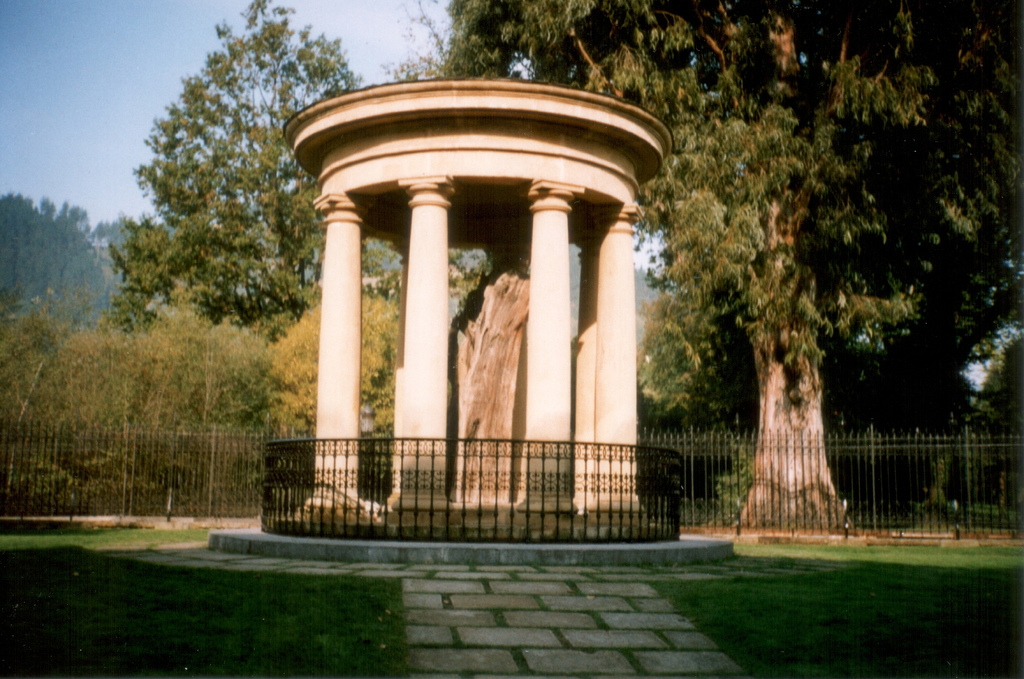
Der Stamm des alten Baumes

Trag und verbreite deine Früchte in der Welt,

wir verehren dich, Heiliger Baum.

Rund tausend Jahre, sagt man, ist es her,

dass der Herr den Baum von Gernika pflanzte.

Steh aufrecht heut und alle Zeit,

stürzt du, sind wir verloren.

Du wirst nicht stürzen, geliebter Baum,

verhält sich der Rat von Biskaya richtig.

Wir vier Provinzen vereinen uns mit dir,

damit die Basken in Frieden leben.

Knien wir alle nieder und bitten den Herrn,

dass der Baum ewig lebe.

Und bitten wir ihn nur von Herzen darum,

wird der Baum leben, jetzt und immer.

Sie trachten danach, den Baum zu stürzen,

das wissen wir alle im Baskenland.

Nun, Landsleute, unsre Zeit ist gekommen,

tragen wir Sorge, dass er nicht fällt.

Für dich wird immer Frühling sein,

fleckenlose Blume seit ewigen Zeiten.

Erbarme dich unser, geliebter Baum,

gibt uns deine Frucht, verlier keine Zeit.

Und der Baum rät uns, wachsam zu leben,

und von ganzem Herzen zum Herrn zu beten.

Wir wollen keinen Krieg, sondern ewigen Frieden,

um hier unsere gerechten Gesetze zu achten.

Bitten wir Gott unsern Herrn,

um Frieden jetzt und für ewig,

um Kraft für dein Land

und seinen Segen für das Baskische Volk.

Jose Maria Iparragirre, 1853 

## Aus den Notizen Wilhelm von Humboldts
In den Reisenotizen, die Wilhelm von Humboldt anlässlich seiner Studien im Baskenland 1801 festhielt, äußerte er sich auch über die Bedeutung des Baums von Gernika und das vorgefundene Erscheinungsbild:

„Ich benutzte indess diesen Aufenthalt, um mich genauer mit der Vizcayischen Verfassung bekannt zu machen, die in Guernica ihren eigentlichen Sitz und Mittelpunkt hat, da alle öffentlichen Verhandlungen immer mit den Worten: so el arbol de Guernica, unter dem Baum von Guernica, anheben.
Denn so wie sich […] die Gemeinden von Alava, bis zu ihrer freiwilligen Auflösung, auf dem Felde von Arrigia versammelten, so versammeln sich noch bis auf den heutigen Tag die Deputirten von Vizcaya unter dem Baum von Guernica, und wenn sie auch jetzt nicht mehr dort, sondern in der dabei erbauten Kapelle ihre Berathschlagungen halten, so übergeben sie doch hier unter freiem Himmel ihre Vollmachten, und fangen allemal unter dem Baum selbst die Feierlichkeiten an. […] Man wünschte eine durch ihr Alter ehrwürdige, laubreiche Eiche auf einem schönen freien, ländlichen Platz zu sehen, um sich lebhafter jene Zeiten zurückrufen zu können, in welchen die Angelegenheiten einer Nation einfacher, als jetzt kaum in einer Familie entschieden wurden. Allein man findet zwar eine ziemlich grosse, aber nichts weniger als mahlerische Steineiche, mit einem vom Winde gewundenen aufgeborstenen Stamm, und einigen vertrockneten Aesten, ein Bild, wennn man will, der Verfassung, die auch manchen Stürmen getrotzt, allein auch manchen unterlegen hat, und in mehr als einem Stück von ihrer ursprünglichen Form ausgeartet ist. Neben den eigentlichen Baum sind einige jüngere gepflanzt, um jenen, wenn er ausgehen sollte, sogleich zu ersetzen. Keiner von allen steht frei, sondern vor ihnen ist eine Art steinerner Schranken und Bühne gebaut, zu der man einige Stufen in die Höhe steigt. Hier sitzen zur Zeit der Versammlungen die Personen, welche die Regierung der Provinz ausmachen, auf einer Bank mit sieben, durch steinerne Zwischenlehnen abgesonderten Plätzen. Den mittelsten nimmt der Corrigedor ein, und auf ihn folgen zu beiden Seiten die beiden General-Deputirten, Syndici und Secretaire. An der hohen steinernen Hinterlehne der Sitze sieht man in der Mitte das Castilische, und an beiden Seiten zweimal das Vizcayische Wappen, zwei laufende Wölfe mit einem mit Laub bewachsenen Kreuze hinter ihnen. Zu den Seiten und vorn ist dieser Sitz von niedrigeren gleichfalls steinernen Brustwehren umgeben, und vorn, dem Sitz des Corridors gegenüber, ist die Oefnung freigelassen. Vor dem Sitz ist ein mit Quadersteinen gepflasterter viereckter Platz, auf dem vier Säulen stehen. Diese trugen ehemals ein Dach, unter dem man vor Erbauung der Kapelle die Berathschlagungen hielt.
Ferdinand der Katholische beschwor an dieser Stelle die Freiheiten und Rechte Vizcayas, und man sieht diese Feierlichkeiten noch über dem Eingange der Capelle abgebildet. Der König sitzt auf dem Platz den jetzt der Corrigedor einnimmt. Seine Gemahlin, Isabella, befindet sich unter den Frauen herum.“

## Trivia
Der Baum von Gernika wurde als Namensgeber für die Trophäe herangezogen, um die der Athletic Club de Bilbao anlässlich seines 125-jährigen Bestehens gegen den mexikanischen Verein Club Deportivo Guadalajara spielte.